# Johann Salomo Semler

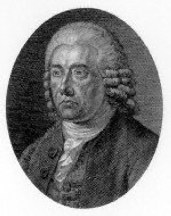
Johann Salomo Semler

Johann Salomo Semler, auch Salomon, (* 18. Dezember 1725 in Saalfeld, Thüringen; † 14. März 1791 in Halle (Saale)) war ein evangelischer Theologe und Mitbegründer der Aufklärungstheologie, insbesondere der historisch-kritischen Bibelwissenschaft.

## Leben

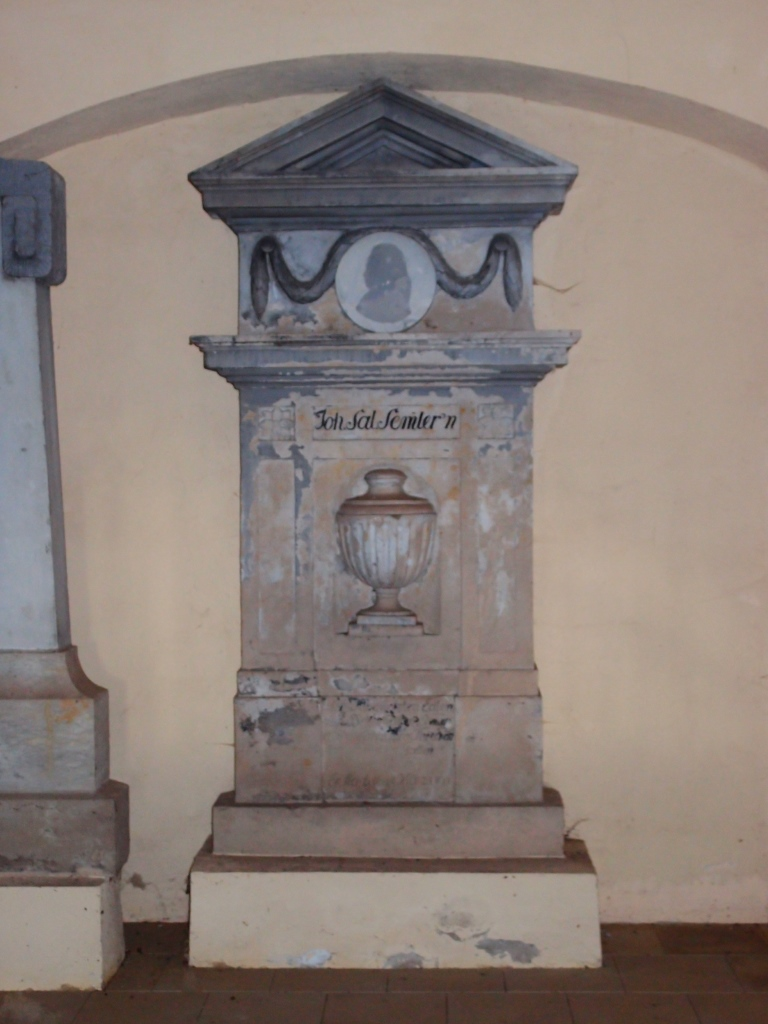
Grab von Johann Salomo Semler auf dem Stadtgottesacker in Halle/Saale

Semler wurde in einer pietistischen Familie geboren, studierte in Halle und wurde dann Redakteur einer Zeitschrift. Ab 1752 wirkte er als Theologieprofessor an der Theologischen Fakultät der Universität Halle und wurde zum Begründer der historisch-kritischen Schriftforschung: Der Bibeltext soll kritisch analysiert werden. Er vollzog eine deutliche Abgrenzung zur altprotestantischen Orthodoxie, zum Pietismus sowie zu den berühmten Aufklärern Voltaire und Paul Henri Thiry d’Holbach.
Sein Grab befindet sich auf dem halleschen Stadtgottesacker (Bogen 53).

## Lebenswerk
1771 erschien sein Hauptwerk Abhandlung von freier Untersuchung des Kanons. Der Kanon sei durch historische Bedingtheiten bestimmt und nicht „vom Himmel gefallen“. Der historische Entstehungsprozess trete damit in den Vordergrund. Semler vertrat die Auffassung, die Texte seien erst spät nach der Zeit entstanden, von der sie berichten. Daraus folgerte er, dass in der Schrift zwar das Wort Gottes enthalten ist, sie aber nicht das Wort Gottes ist. Deshalb wies er das orthodoxe Schriftprinzip (Verbalinspiration) zurück, vielmehr gebe es in den Texten Fehler, Widersprüche und Zusätze.
Daraus entwickelte er die Forderung, man müsse kritisch analysieren und sich die zeitgeschichtlichen Bedingtheiten deutlich machen. Das Neue Testament sei durch Akkommodation, Anpassung von Jesus an den Verstehenshorizont der damaligen Menschen, entstanden. Man könne Aussagen nicht parallel in die heutige Zeit übersetzen, denn die Texte verdankten sich ihrer damaligen Zeit. Das Christentum wurde bis zum 2. Jahrhundert mündlich überliefert und dann erst schriftlich fixiert.
Semler entwickelte eine Richtung der Theologie, die durch eine Unterscheidung von öffentlicher wissenschaftlicher Theologie und privater lebendiger Religion gekennzeichnet war: Die private Religiosität ist eine dogmenfreie, emotionale innerliche Religion des mündigen Individuums, die keiner Konfession bedarf. Die öffentliche Religion ist dagegen die notwendige kirchliche Form, eine äußerliche Religion, die sich an die Dogmen und überlieferten Bekenntnisse halte. Diese Unterscheidung ermöglichte es dem eigentlich liberalen Semler sogar, dem preußisch-konservativen so genannten Wöllnerschen Religionsedikt von 1788 zuzustimmen.

## Werke
- Paraphrasis Epistolae ad Romanos cum Notis, Translatione Vetusta et Dissertatione de Appendice Cap. XV. XVI Halae Magdeburgicae, impensis Carol. Hermann, Hemmerde. 1769
- Erleuterung der egyptischen Altertümer, durch Uebersetzung der Schrift Plutarchs von der Isis und dem Osiris und der Nachricht von Egypten aus Herodots zweitem Buch mit beigefügten Anmerckungen. Nebst einer Vorrede Sieg. Jacob Baumgartens. Korn, Breslau und Leipzig 1748 (Digitalisat der Universitätsbibliothek Heidelberg).
- Versuch einer nähern Anleitung zu nützlichem Fleisse in der ganzen Gottesgelersamkeit für angehende Studiosos Theologiae. Eingel. und neu hrsg. von Dirk Fleischer. Nachdr. der Ausg. Halle, Gebauer, 1757 (= Wissen und Kritik 23). Spenner, Waltrop 2001 (Bd. 1: ISBN 3-933688-54-X; Bd. 2: ISBN 3-933688-55-8; Bd. 3: ISBN 3-933688-56-6)
- Versuch, den Gebrauch der Quellen in der Staats- und Kirchengeschichte der mitlern Zeiten zu erleichtern. Neu hrsg. und eingel. von Dirk Fleischer. Nachdr. der Ausg. Halle, Gebauer, 1761 (= Wissen und Kritik 5). Spenner, Waltrop 1996 ISBN 3-927718-24-6.
- Abhandlung von freier Untersuchung des Canon. Herausgegeben von Heinz Scheible (= Texte zur Kirchen- und Theologiegeschichte. 5). 2. Auflage. Gütersloher Verlagshaus Mohn, Gütersloh 1980 ISBN 3-579-04430-3, (Neudruck der Seiten 1–128 der 1. Auflage der „eigentliche[n] Programmschrift“ von 1771, mit den Zusätzen der zweiten erweiterten Fassung von 1776 als Varianten, vgl. Einleitung zum Neudruck S. 6).
- Samlungen von Briefen und Aufsätzen über die Gaßnerischen und Schröpferischen Geisterbeschwörungen. Mit eigenen vielen Anmerkungen. Hrsg. und eingel. von Dirk Fleischer. 2 Bde. Reprint der Ausg. Halle 1776 (= Wissen und Kritik. 21). Spenner, Waltrop 2004 (Teil 1: ISBN 3-933688-33-7; Teil 2: ISBN 3-933688-34-5).
- Otto Justus Basilius Hesse, Joh. Salomo Semler (Vorrede und Anhang): Versuch einer biblischen Dämonologie, oder Untersuchung der Lehre der heiligen Schrift vom Teufel und seiner Macht von Otto Justus Basilius Hesse. Neu hrsg. und mit einer Einl. vers. von Dirk Fleischer. Nachdr. der Ausg. Halle, Hemmerde, 1776 (= Wissen und Kritik 15). Spenner, Waltrop 1998, ISBN 3-933688-07-8.
- Beantwortung der Fragmente eines Ungenanten insbesondere vom Zweck Jesu und seiner Jünger. Neu hrsg. und mit einer Einl. vers. von Dirk Fleischer. Reprint der Ausg. Halle 1779 (= Wissen und Kritik. 25). Spenner, Waltrop 2003, ISBN 3-89991-004-4.
- Christologie und Soteriologie. Mit Einleitung, Kommentar und Register. Hrsg. von Gottfried Hornig u. Hartmut R. Schulz. Neudr. der „Vorbereitung auf die Königlich Grossbritannische Aufgabe von der Gottheit Christi“, Halle, Gebauer, 1787. Königshausen & Neumann, Würzburg 1990, ISBN 3-88479-469-8.
- Hugh Farmer[1], Joh. Salomo Semler (Vorrede): Hugo Farmers Versuch über die Dämonischen des Neuen Testamentes. Aus dem Englischen übersetzt von L. F. A. von Cölln, Nebst einer Vorrede D. Joh. Sa. Semlers. Reprint der Ausgabe Bremen und Leipzig 1776. Eingeleitet und neu herausgegeben von Dirk Fleischer (= Wissen und Kritik. Bd. 18). Spenner, Waltrop 2000, ISBN 3-933688-21-3.
- Hugh Farmer, William Worthington[2], Joh. Salomo Semler (Vorrede): Hugo Farmers Briefe an D. Worthington über die Dämonischen in den Evangelien. Mit Zusätzen und einer Vorrede, den Begriff von Inspiration zu bessern, von D. Joh. Sal. Semler. Neu herausgegeben und eingeleitet von Dirk Fleischer, Reprint der Ausgabe Halle 1783 (= Wissen und Kritik. Bd. 20). Waltrop 2000, ISBN 3-933688-24-8.
- Ueber historische, gesellschaftliche und moralische Religion der Christen (1786). Mit Beilagen, herausgegeben, kommentiert und eingeleitet von Dirk Fleischer (= Religionsgeschichte der frühen Neuzeit. Band 10). Bautz, Nordhausen 2009, ISBN 978-3-88309-539-4.
- Neue Versuche die Kirchenhistorie der ersten Jahrhunderte mehr aufzuklären (1788). Mit Beilagen, herausgegeben und eingeleitet von Dirk Fleischer (= Religionsgeschichte der frühen Neuzeit. Band 7). Bautz, Nordhausen 2010, ISBN 978-3-88309-501-1.
- Letztes Glaubensbekenntniß übernatürliche und christliche Religion. Mit Beilagen, herausgegeben, kommentiert und eingeleitet von Dirk Fleischer (= Religionsgeschichte der frühen Neuzeit. Bd. 12). Bautz, Nordhausen 2012, ISBN 978-3-88309-744-2.
- Unterhaltungen mit Herrn Lavater, über die freie praktische Religion; auch über die Revision der bisherigen Theologie. Herausgegeben und eingeleitet von Dirk Fleischer (= Religionsgeschichte der frühen Neuzeit. Band 13). Bautz, Nordhausen 2012, ISBN 978-3-88309-769-5, (Originaltitel: Joh. Sal. Semlers Unterhaltungen mit Herrn Lavater, über die freie practische Religion; auch über die Revision der bisherigen Theologie. 1787).
- Johann Moritz Schwager, Joh. Salomo Semler (Vorrede): Beytrag zur Geschichte der Intoleranz oder Leben, Meynungen und Schicksale des ehemaligen Doct. der Theologie und reformirten Predigers in Amsterdam Balthasar Bekker meist nach kirchlichen Urkunden. Mit einer Vorrede Hrn. Doct. Joh. Salomo Semlers von einer unter dessen Aufsicht nächstens herauskommenden verbesserten Auflage der bezauberten Welt, (Leipzig 1780). Herausgegeben und eingeleitet von Dirk Fleischer (= Religionsgeschichte der frühen Neuzeit. Band 18). Bautz, Nordhausen 2013, ISBN 978-3-88309-841-8, ISBN 978-3-86945-841-8 (Formal falsche ISBN).
- D. Johann Salomo Semlers Versuch einiger moralischen Betrachtungen über die vielen Wundercuren und Mirackel in den ältern Zeiten, zur Beförderung des immer bessern Gebrauchs der Kirchenhistorie (1767), herausgegeben und eingeleitet von Dirk Fleischer (= Geschichte denken. Texte über die Grundlagen der historischen Sinnbildung in der Neuzeit. Bd. 2). Bautz, Nordhausen 2014, ISBN 978-3-88309-910-1.
- Ob der Geist des Widerchrists unser Zeitalter auszeichne? in freimütigen Briefen zur Erleichterung der Privatreligion der Christen (1784), mit Beilagen, herausgegeben, kommentiert und eingeleitet von Dirk Fleischer (= Religionsgeschichte der Frühen Neuzeit. Bd. 21). Bautz, Nordhausen 2015, ISBN 978-3-95948-022-2.
- Hrn. Caspar Lavaters und eines Ungenanten Urtheile über Hrn. C. R. Steinbarts System des reinen Christenthums. Mit vielen Zusätzen von D. Joh. Sal. Semler, herausgegeben und eingeleitet von Dirk Fleischer (= Religionsgeschichte der Frühen Neuzeit. Bd. 20). Bautz, Nordhausen 2015, ISBN 3-95948-054-7.